# Стромынь
Стромынь — село в Богородском городском округе Московской области России.

## Население
| 1852  | 1859 | 1890 | 1926  | 2002 | 2006 | 2010  |
| ----- | ---- | ---- | ----- | ---- | ---- | ----- |
| 492   | ↗563 | ↘297 | ↗1121 | ↘342 | ↗367 | ↗6593 |
| 2021  |      |      |       |      |      |       |
| ↘5430 |      |      |       |      |      |       |

Резкое увеличение численности населения села связано с тем, что при подведении итогов Всероссийской переписи населения 2010 года в состав численности населения села был включён военный городок Ногинск-9 (Дуброво), который формально располагался на смежной территории Щёлковского муниципального района, однако население посёлка имеет регистрацию в Ногинском районе. В апреле 2016 года Ногинск-9 был официально включён в состав Ногинского района.

## География
Село Стромынь расположено на северо-востоке Московской области, в северной части Ногинского района, примерно в 47 км к северо-востоку от Московской кольцевой автодороги и 20 км к северу от центра города Ногинска, на реке Дубёнке бассейна Клязьмы.
В 21 км к югу от села проходит Горьковское шоссе М7, в 11 км к западу — Московское малое кольцо А107, в 11 км к северо-востоку — Московское большое кольцо А108, в 10 км к северо-западу — Фряновское шоссе Р110. Ближайшие населённые пункты — деревни Ботово, Стояново и Черново.
В селе 9 улиц — Ворошилова, Дальняя, Заречная, Молодёжная, Прибрежная, Садовая, Совхозная, Стромынка и Стромынка Большая, 5 проездов — 1-й, 2-й, 3-й, 4-й и 5-й Речные, приписано 5 садоводческих товариществ (СНТ).
Связана автобусным сообщением со станцией Ногинск Горьковского направления Московской железной дороги (маршруты № 24, 25) и столичной станцией метро Щёлковская (маршрут № 360).

## История
Местность Стромынь впервые упоминается в Никоновской летописи под 1379 годом в связи с устройством там Сергием Радонежским монастыря. Старое название — село Коровицыно, из исторических источников явствует, что через село проходил скотопрогонный тракт.
В Географическом словаре Российского государства, в части, опубликованной в 1807 году Л. М. Максимовичем и А. М. Щекатовым, в описании Стромынской дороги написано:

В середине по ней, в 50 верстах от Москвы, есть село Стромынское, по которому она и прозвана и в котором находился уничтоженный в 1764 году Стромынский монастырь
В середине XIX века Коровицыно, Стромы — государственное село Амеревской волости 2-го стана Богородского уезда Московской губернии, в селе было 74 двора, церковь, крестьян 218 душ мужского пола и 274 души женского.
В «Списке населённых мест» 1862 года Коровищино, Остромынь, Стромыни, Коровщино — казённое село 2-го стана Богородского уезда Московской губернии на Стромынском тракте (из Москвы в Киржач), в 27 верстах от уездного города и 30 верстах от становой квартиры, при реке Дубёнке, с 60 дворами, православной церковью и 563 жителями (248 мужчин, 315 женщин).
По данным на 1890 год — деревня Аксёновской волости 3-го стана Богородского уезда с 297 жителями, при селе работали полубархатная, шёлково-ткацкая, и три полушёлковых фабрики, имелась земская школа.
В 1913 году — 126 дворов, имелись земское училище и казённая винная лавка.
По материалам Всесоюзной переписи населения 1926 года — центр Стромынского сельсовета Аксёновской волости Богородского уезда в 11 км от Фряновского шоссе и 25 км от станции Богородск Нижегородской железной дороги, проживал 1121 житель (485 мужчин, 636 женщин), насчитывалось 194 хозяйства, из которых 184 крестьянских, имелись школа 1-й ступени, изба-читальня, лавка и чайная, была организована кустарная ткацкая артель.
Село дало название Стромынской дороге, а та, в свою очередь, улице Стромынке в Москве и одноимённой улице в Суздале. В подмосковном городе Щёлково есть улица Стромынская.
С 1 января 2006 года до 5 июня 2018 года входила в состав сельского поселения Мамонтовское Ногинского муниципального района.

## Достопримечательности
В селе Стромынь находится Успенская церковь в стиле ампир и ограда с тремя Святыми воротами и часовней XIX века на месте Успенского храма Стромынского монастыря. В церкви и сегодня почивают святые мощи святого Саввы Стромынского — ученика преподобного Сергия Радонежского. С 1841 года и до нашего времени являет свою чудотворную силу одна из величайших святынь Подмосковья — список Кипрской Стромынской иконы Божией Матери, находящийся в Успенской церкви.

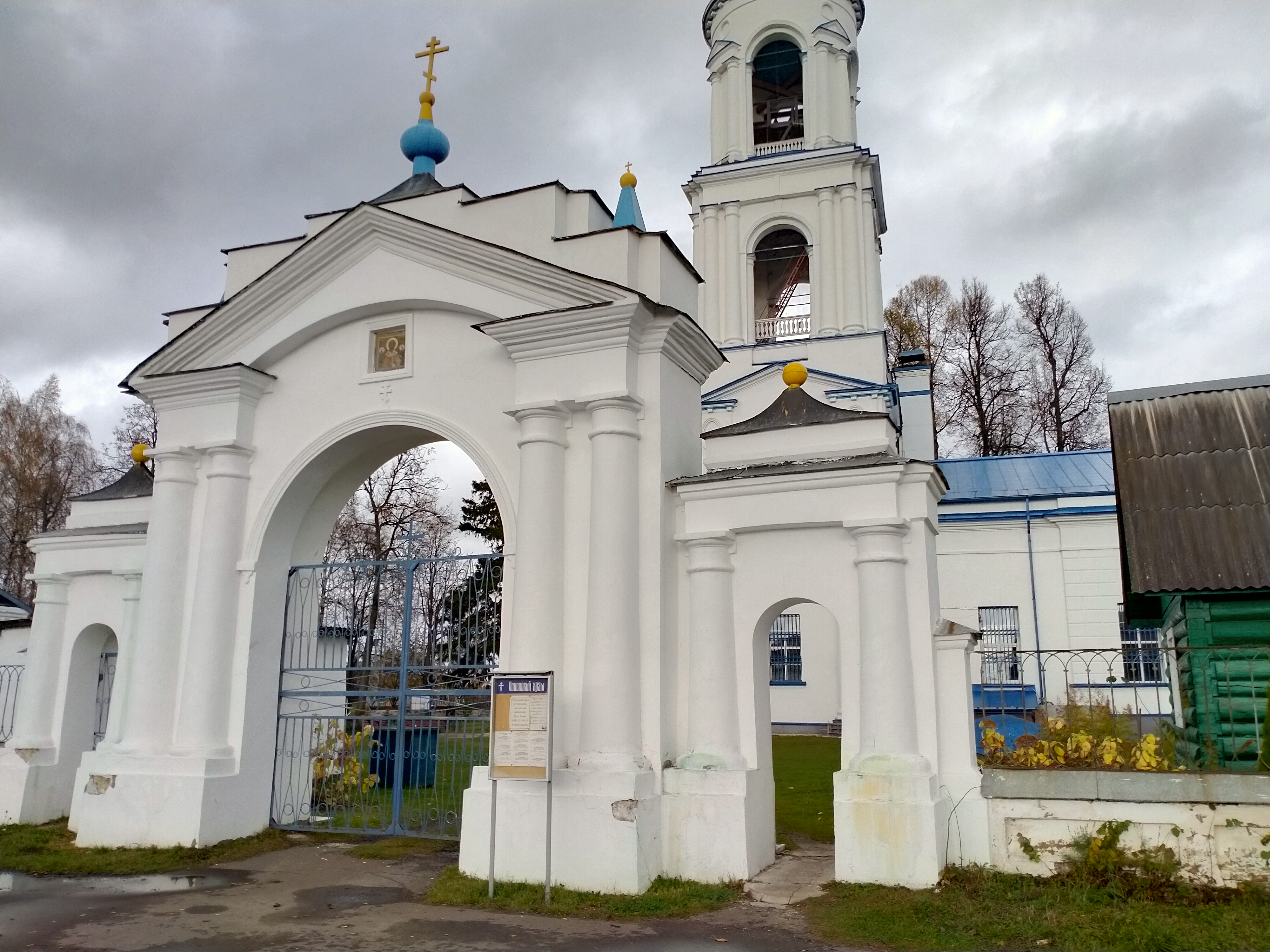
Ворота церкви Успения в селе Стромынь

В селе находился Успенский Стромынский монастырь, впоследствии упразднённый.